# 영역 (환론)
환론에서 영역(領域, 영어: domain)은 0 밖의 영인자가 없는, 자명환이 아닌 환이다. 정역의 개념의 비가환환에 대한 일반화이다.

## 정의
환 {\displaystyle R}에 대하여 다음 조건들이 서로 동치이며, 이를 만족시키는 환을 영역이라고 한다.
- {\displaystyle R}는 자명환이 아니며, 임의의 {\displaystyle r,s\in R}에 대하여, 만약 {\displaystyle rs=0}이라면 {\displaystyle r=0}이거나 {\displaystyle s=0}이다.
- 영 아이디얼이 완전 소 아이디얼이다.
- 왼쪽 영인자가 정확히 한 개 있다 (즉, 0).
- 오른쪽 영인자가 정확히 한 개 있다 (즉, 0).

## 성질
다음 함의 관계가 성립한다.:153
| 체           | ⇒ | 정역 |   |        |
| ⇓            |   | ⇓    | ⇘ |        |
| 단순환       | ⇒ | 영역 | ⇒ | 축소환 |
| ⇓            |   | ⇓    |   | ⇓      |
| 左·右 원시환 | ⇒ | 소환 | ⇒ | 반소환 |

가환환의 경우, 이 함의는 다음과 같이 단순해진다.
| 체           |   | 정역 |   |        |
| ⇕            |   | ⇕    |   |        |
| 단순환       | ⇒ | 영역 | ⇒ | 축소환 |
| ⇕            |   | ⇕    |   | ⇕      |
| 左·右 원시환 |   | 소환 |   | 반소환 |

즉, 가환 영역은 정역이다.
웨더번 정리에 따라서, 유한환인 영역은 유한체밖에 없다.

## 예
모든 나눗셈환(유한체, 유리수체, 실수체, 복소수체, 사원수환)은 영역이다.
후르비츠 사원수(영어: Hurwitz quaternion)의 환
{\displaystyle \{a+bi+cj+dk\in \mathbb {H} \colon a\in \mathbb {Z} +\{0,1/2\},\;a-b,a-c,a-d\in \mathbb {Z} \}}
및 립시츠 사원수(영어: Lipschitz quaternion)의 환
{\displaystyle \{a+bi+cj+dk\in \mathbb {H} \colon a,b,c,d\in \mathbb {Z} \}}
역시 비가환 영역을 이룬다.
체 {\displaystyle K} 위의 텐서 대수(자유 단위 결합 대수) {\displaystyle K\langle x_{1},\dots ,x_{n}\rangle }는 영역이며, {\displaystyle n\geq 2}일 경우 비가환 영역이다.
표수가 0인 체 {\displaystyle K} 위의 바일 대수 {\displaystyle K\langle x,p\rangle /(xp-px-1)} 역시 비가환 영역이다.
리 대수 위의 보편 포락 대수는 영역이며, 리 대수가 비아벨 리 대수인 경우 이는 비가환 영역이다.
임의의 환 {\displaystyle R} 및 양의 정수 {\displaystyle n\geq 2}에 대하여, 행렬환 {\displaystyle \operatorname {Mat} (n;R)}는 영역이 아니다. (만약 {\displaystyle R}가 자명환이 아니라면 이는 0이 아닌 왼쪽·오른쪽 영인자를 갖고, 만약 {\displaystyle R}가 자명환이라면 행렬환 역시 자명환이다.)

### 군환의 영역성
군 {\displaystyle G} 및 체 {\displaystyle K}에 대하여, 만약 {\displaystyle G}의 꼬임 부분군이 자명하지 않을 경우 군환 {\displaystyle K[G]}는 0이 아닌 영인자를 가져 영역이 될 수 없다. 예를 들어, 만약 {\displaystyle g\in G}에 대하여 {\displaystyle g^{n}=1}이라면,
{\displaystyle (1-g)(1+g+\cdots +g^{n-1})=1-g^{n}=0}
이 된다.
일반적으로, 꼬임 부분군이 자명한 군에 대한 군환이 항상 영역이 되는지는 미해결 문제이다. 만약 {\displaystyle G}가 꼬임 부분군이 자명한 가해군이라면 군환이 영역을 이룬다는 사실이 알려져 있다.

## 같이 보기
- 정역
- 소환 (환론)